# Penstemon cyanocaulis
Penstemon cyanocaulis är en grobladsväxtart som beskrevs av Edwin Blake Payson. Penstemon cyanocaulis ingår i släktet penstemoner, och familjen grobladsväxter. Inga underarter finns listade i Catalogue of Life.